# U-rampa

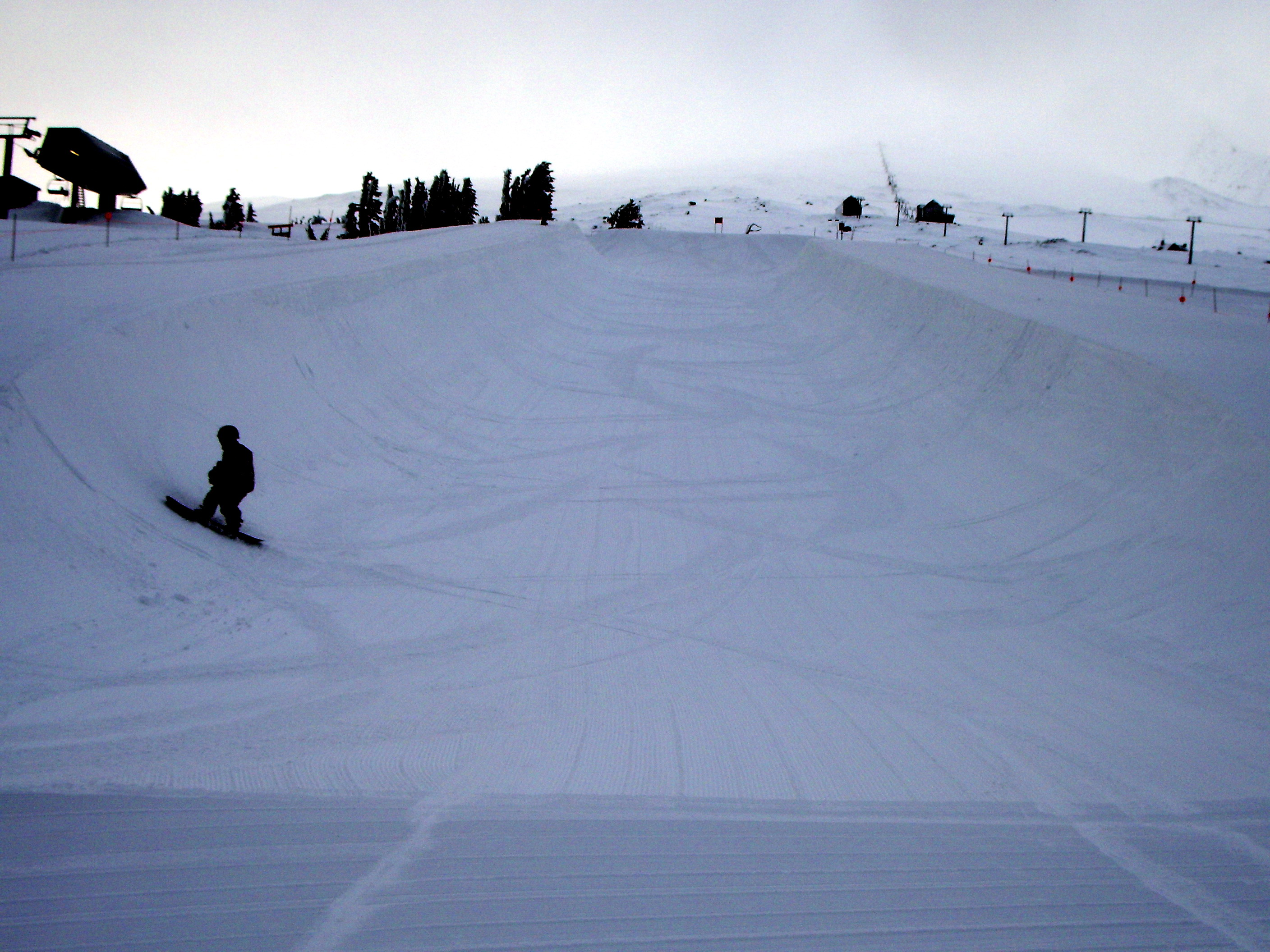
Sněžná u-rampa

U-rampa (anglicky half-pipe) je konstrukce používaná ve sportech jako je snowboarding, skateboarding, lyžování, freestyle BMX a in-line bruslení. Může být zhotovena ze dřeva, betonu, kovu, zemin nebo sněhu. Podobá se průřezu bazénu, v podstatě jsou to dvě čtvrtkruhové rampy stojící naproti sobě. Pokud jsou dotaženy do kolma, popřípadě pokračují kolmo vzhůru, jde o tzv. vertikální rampu, zkrácený název disciplíny je vert. V rampě určené pro skateboarding je horní hrana obvykle tvořena kovovou tyčí (coping). Nad hranou se pak provádí různé triky, rozhodčí hodnotí náročnost skoků a triků, výšku skoku a celkový dojem, jaký závodník zanechá. Vynalezena byla v sedmdesátých letech 20. století v Kalifornii a od osmdesátých obsahují rozšířené ploché dno mezi rampami, původní styl se už nestaví.
Na Zimních olympijských hrách 2014 v Soči byla poprvé představena soutěž freestyle half-pipe lyžování.